# Длугач, Валерий Яковлевич
Валерий Яковлевич Длугач (22 июля 1955 — 10 апреля 1993) — советский и российский уголовный авторитет 1990-х годов, известный под кличкой «Глобус», один из лидеров московского преступного мира, вор в законе, лидер Бауманской ОПГ. В начале 1990-х годов входил в пятёрку влиятельнейших преступных авторитетов Москвы.

## Ранние годы
Валерий Длугач родился 22 июля 1955 года в городе Буда-Кошелёво Гомельской области. По национальности — еврей. Вырос в социально благополучной обстановке. Имел брата Владимира. Родители Валерия Длугача являлись сотрудниками одного из научно-исследовательских институтов Москвы, а дядя Аркадий Длугач служил в Советской армии в должности лётчика-штурмана вертолёта. Несмотря на это, Валерий в юности начал вести вести криминальный образ жизни, однако до февраля 1980 года в поле зрения правоохранительных органов не попадал. В советское время Длугач неоднократно был судим за совершение разбойных нападений и грабежей, официально нигде не работал. В 1990 году отбывал наказание в ИК-10 Краснокаменска (статья 148 УК РСФСР «Вымогательство»). 14 августа 1990 года был задержан в Москве (148 ч.3 УК РСФСР) в районе бульвара Рокоссовского по обвинению в совершении 3 краж. При задержании совершил попытку побега после того, как оперативник Валерий Колбин освободил его от наручников и разрешил справить нужду, однако через несколько десятков метров Длугача догнали и сильно избили, так как он попытался оказать сопротивление. 

Из воспоминаний подполковника милиции, сотруника МУРа Ивана Бирюкова: 
Он был уникальный человек в деле подбора ключей. Мог открыть любой замок. На кражу ходил, как на работу. Спрятать от него деньги? Бесполезно. Причём он всегда брал часть суммы. Лежит, к примеру, 500 рублей, он возьмёт 300. Лежит шкатулка с золотом, он часть выберет, а часть оставит. Закрывает дверь и уходит. Заявлений не было. Хватятся, где, чего, как. Если семья большая, друг на друга и думают. Так он бегал по адресам, и мне не удалось задержать его с поличным. Но однажды на одной пьянке он режет сожителя их общей подруги. Привозят его в местное отделение милиции. У нас состоялся разговор. Спрашиваю: «Так, клиент, сколько было краж на твоём счету?» Отвечает: «Не помню, начальник. Живу так вот, взял я хату сегодня, а вечером иду в кабак, беру тёлок, вторник отхожу, а в среду, извини, на работу надо идти». В общей сложности за ним, посчитали, было около сотни краж. Нашли общий язык с ним, и он признал 25 краж. Выезжали на места преступлений. Он показывал всё. Кое-какие вещи изъяли и вернули
После ареста  Валерий Длугач содержался в СИЗО-2 «Бутырка», в декабре был переведен в СИЗО-4 «Медведь»; освобождён 6 сентября 1991 года. Вором в законе Длугач стал 28 октября 1991 года в Москве: его короновали представители кавказских уголовных кланов, воры Рафаэл Багдасарян («Сво Раф»), Шакро Какачия («Шакро Старый»), Джемал Микеладзе («Арсен»), Зураб Цинцадзе («Зури Батумский») и Дато Цихелашвили («Дато Ташкентский»). С помощью Длугача они надеялись укрепить собственные позиции в Москве. Длугач в знак благодарности стал поддерживать кандидата в воры в законе-чеченца (до этого был лишь один вор этой национальности — Султан Даудов). Яростные противники «кавказцев», славянские уголовные группировки, решили этому помешать, и в конечном итоге чеченец был застрелен в собственной машине.

## Лидер группировки
Согласно данным из оперативных материалов 1990-х годов, группировка Длугача состояла из жителей закавказских республик бывшего СССР. Она контролировала Наро-Фоминский район Московской области, а также ряд крупных банковских и коммерческих структур Москвы (в частности, магазины, торговые центры, рестораны и казино). Большая часть бизнеса Глобуса была связана с предоставлением охранных услуг автостоянкам, СТО и автомагазинам, но он также представлял в Москве интересы Казанской преступной группировки и внедрялся на рынки по продаже наркотиков и автомобилей, а под его «крышей» находилась целая фирма по продаже иномарок «Тринити Моторс». Для встреч с лидерами других группировок Длугач использовал кафе «Меркурий» в посёлке Селятино. В 1992 году им самим были коронованы два вора в законе: Ринат Игламов («Иглам») и Олег Шишканов («Шишкан», «Олег Мордовский», «Олег Раменский»).
Глобус проживал в городе Апрелевка, в двухэтажном, отдельно стоящем здании (дом 23 по улице Пойденко). 
Имел тягу к дорогим автомобилям иностранного производства. Он владел целым гаражом иномарок, среди которых были спорткар Mitsubishi 3000GT, пятнадцать машин Volvo 440, три «Тойоты», несколько «Мерседесов» и «БМВ» (часть их потом была продана или оформлена на коллег Длугача). На станции техобслуживания «Форд» подчинённые ему кавказцы бесплатно производили ремонт своих автомобилей и имели долю от доходов станции. При самом Глобусе постоянно находилось около десяти человек охраны, а сам он постоянно носил с собой оружие, отвечая на все предупреждения: «Если нас попытаются взять — им же дороже встанет». Он вместе со своими сообщниками отбирал машины, совершал «наезды» на чужие коммерческие предприятия и требовал переадресовку налога на охрану. Известен случай, когда по его непосредственному приказу на территорию контролируемой другой группировкой автостоянки члены бригады Глобуса бросили две гранаты.
Постепенно недовольство Глобусом в уголовном мире росло. Московские воры неоднократно нелестно отзывались о нём, считая, что он пренебрегает традициями. Все знали о том, что Глобус, разъезжая по Европе, тратил деньги, взятые им из воровского «общака». Так, во время поездки в Париж, Глобус специально нанимал вертолёт, чтобы посмотреть город с воздуха, а в лучших ресторанах столицы Франции устраивал ночные кутежи. Также известен случай, когда на деловую встречу с грузинскими ворами в законе он пригласил двух проституток, за что был избит, так как подобное поведение было, согласно «понятиям», оскорблением. Ещё одна похожая встреча состоялась с Сергеем Тимофеевым («Сильвестром»): на неё Глобус пригласил двух девушек, что крайне возмутило Сильвестра, а весь последующий разговор проходил между ними на повышенных тонах. Наконец, Длугач часто без учёта существующих договорённостей пытался делить уже поделенное.

## Убийство
10 апреля 1993 года примерно в 3:30 Глобус вышел из располагавшейся в спорткомплексе «Олимпийский»  дискотеки «У ЛИСС`а», принадлежавшей крупному предпринимателю Сергею Лисовскому (фактическими владельцами были Отари Квантришвили и представители Солнцевской ОПГ), и направился на автостоянку. В этот момент примерно с расстояния 40 метров снайпер выстрелил в Длугача из самозарядного карабина Симонова. Длугач получил сквозное ранение в правую сторону груди и скончался на месте: в институт Склифосовского его охрана привезла уже труп. Убийца поразил цель единственным выстрелом с расстояния примерно 40 метров, бросил оружие на месте преступления, сел в автомобиль и скрылся, а пуля, прошившая насквозь Глобуса, рикошетом ранила в ногу дежурившего неподалёку старшину патрульно-постовой службы. Длугача похоронили в Афинееве.
На месте убийства Глобуса был найден ещё один труп с двумя ножевыми ранениями — знакомый покойного авторитета, Орхелашвили по кличке «Итальянец». Он находился на стоянке, когда в Длугача выстрелил снайпер, и попытался сбежать, однако охрана Глобуса по ошибке приняла его за киллера, и в итоге Итальянца зарезали. Через день в 17:30 на улице Строителей был найден труп заместителя генерального директора ТОО «Интерформула» Анатолия Семёнова («Рэмбо»), застреленного из пистолета Макарова (были обнаружены два ранения в области живота и одно ранение головы). Многие поспешили связать смерти Рэмбо и Семёнова, поскольку оба хорошо знали друг друга. Убийство Длугача стало потрясением для преступного мира Москвы: основным мотивом убийства считалась активная коммерческая деятельность Глобуса, хотя многие настаивали на том, что причиной его убийства стали интриги и ссоры с влиятельными ворами в законе. По мнению следователей, за убийством стояли огромные деньги, вследствие чего заказчики не побоялись пойти на риск убийства столь влиятельного авторитета и нанять профессионального, но дорогого киллера.
Убийцей Глобуса оказался киллер Курганской ОПГ Александр Солоник: он оставался на свободе достаточно долго, хотя его приметы были известны сотрудникам правоохранительных органов, а за ним самим охотились и друзья убитого. Солоник был арестован спустя полтора года, и только тогда были установлены подлинные мотивы мотивы убийства. Как оказалось, у Глобуса и его «правой руки» Владислава Ваннера по кличке «Бобон», лидера Бауманской ОПГ, разгорелся конфликт со славянскими преступными группировками из-за ночного клуба «Арлекино», который крышевали Глобус и его люди. Лидеры «славян» были недовольны тем, что доходный и популярный ночной клуб пребывал под контролем «кавказцев». Глобус же постоянно требовал увеличить свою долю, несмотря на то, что тем самым он урезал бы доходы других группировок.
Попытки «славянских» воров в законе по кличке «Петрик» и «Роспись» договориться с Длугачем ни к чему не привели, вследствие чего ликвидация Глобуса стала вопросом времени. Считается, что приказ о ликвидации Глобуса и Бобона отдал лидер Ореховской ОПГ Сергей Тимофеев («Сильвестр»), который решил избавиться от обоих с помощью членов Курганской ОПГ (17 января 1994 года Бобон был расстрелян в своём автомобиле «Форд»). 
В 1995 году Солоник бежал из тюрьмы «Матросская тишина», а спустя два года был убит в Греции.

Одним из подозреваемых в организации убийства Длугача был Сергей Лисовский, часть бизнеса которого, по версии следствия, Длугач хотел переписать на себя. Сергей Лисовский признал тот факт, что проходил подозреваемым по делу об убийстве Длугача, но отрицал свою причастность к убийству. Из свидетельств Лисовского в 2020 году: 
Даже не общался с ним. Вот и грустно, и смешно! Помню, убитого Глобуса принесли в мою приемную (а куда еще — ведь мой офис был ближе всего к месту гибели), на стулья положили. Приходит майор с Петровки, 38: «Рассказывай, за что Глобуса положил?..»

## Семейное положение
В начале 1990-х Валерий Длугач женился на девушке по имени Надежда, которая в 1992 году родила ему дочь Валерию